# Pelochrista fuscosparsa
Pelochrista fuscosparsa es una especie de polilla perteneciente al género Pelochrista, categorizada en la tribu Eucosmini, de la subfamilia Olethreutinae.

## Distribución
Se distribuye por Estados Unidos.

## Taxonomía
Fue descrita por Walsingham en 1895 y publicada por primera vez en Trans. ent. Soc. Lond. 1895: 507.